# Aleiodes interstitialis
Aleiodes interstitialis är en stekelart som först beskrevs av Günther Enderlein 1920.  Aleiodes interstitialis ingår i släktet Aleiodes och familjen bracksteklar. Inga underarter finns listade i Catalogue of Life.